# Johann I. (Namur)

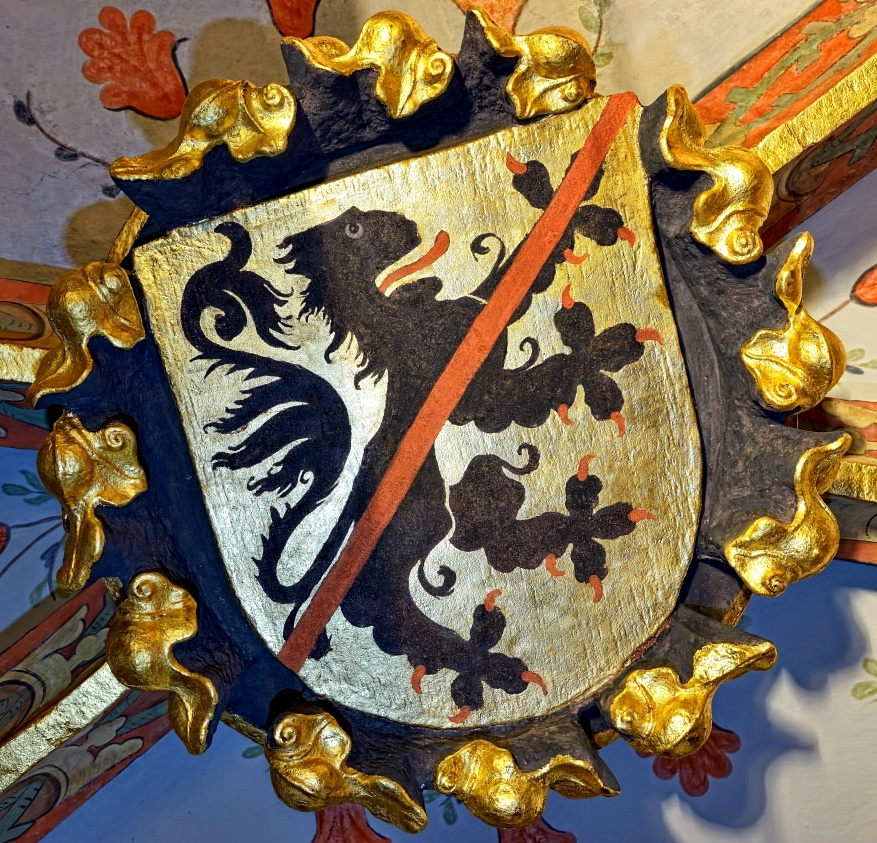
Wappen der Grafen von Namur, in der Grabstätte des Schwiegersohns, Kurfürst Ruprecht I. (Pfalz), Stiftskirche Neustadt an der Weinstraße

Johann I. von Dampierre (* 1267; † 31. Januar 1330) war Markgraf von Namur von 1305 bis 1330. Er war der Sohn von Guido von Dampierre, Graf von Flandern und Markgraf von Namur, und Isabella von Luxemburg.

## Leben
Im März 1297 traten seine Eltern ihm die Regierung der Grafschaft Namur ab, wobei Guido von Dampierre allerdings den Titel eines Markgrafen von Namur bis zu seinem Tod behielt, weshalb Johann bis dahin sich mit dem eines Grafen von Namur begnügte. Von 1296 bis 1298 wurde er wie sein Vater in Paris gefangen gehalten. Im Jahr 1300 schloss er mit mehreren Städten aus der Umgebung von Lüttich einen Vertrag, durch die diese sich seinem Schutz unterstellten. Als sein Vater erneut in Paris festgesetzt wurde, zog er zusammen mit seinem Bruder Guido gegen Frankreich, das 1302 in der Sporenschlacht geschlagen wurde, jedoch 1304 in der Schlacht von Mons-en-Pévèle siegte. Der Friedensvertrag kam erst 1307 zustande.
1307 leistete er dem Grafen Wilhelm von Hennegau den Lehnseid für die Grafschaft Namur und die Herrschaft Poilvache. 1308 erhob Karl von Valois Anspruch auf die Markgrafschaft als Ehemann von Catherine de Courtenay, der Enkelin von Balduin II. von Courtenay, dem früheren Markgrafen von Namur, doch König Philipp IV. von Frankreich entschied die Frage zugunsten Johanns.
Als Johann den Kaiser Heinrich VII. auf seinem Italienfeldzug begleitete, musste seine zweite Ehefrau Marie von Artois sich mit einem Aufstand auseinandersetzen, der wegen zu hoher Steuern ausgebrochen war, und der erst 1313 mit Hilfe von Graf Arnold V. von Looz unterdrückt werden konnte. 1314 gab ihm der Kaiser die Herrschaft über Cambrai, das er auch in Besitz nahm, wobei er die Beamten des Bischofs absetzte, aber auch bis 1317 exkommuniziert wurde. Von 1318 bis 1322 schließlich führte er Krieg gegen den Bischof von Lüttich.

## Familie
Johann heiratete 1308 in erster Ehe Margarete von Clermont (* 1289, † 1309), Tochter von Robert von Frankreich, Graf von Clermont-en-Beauvaisis, und Beatrix von Burgund, Dame de Bourbon; Margarete starb bereits im Jahr darauf, die Ehe blieb kinderlos.
In zweiter Ehe heiratete er 1309 Maria von Artois (* 1291, † 1365), Tochter von Philippe d’Artois, Seigneur de Conches-en-Ouche, und Blanka von Bretagne. Ihre Kinder sind:
1. Johann II. (* 1310/12; † 2. April 1335) 1330 Graf von Namur, bestattet im Kloster Spaltheim
2. Guido II. (* 1311/13, † 12. März 1336), 1335 Graf von Namur
3. Heinrich (* 1312/13; † 8. Oktober 1333), Domherr zu Chartres, 1324 Domherr zu Cambrai, 1325 Domherr zu Châlons und Reims
4. Philipp III. (* wohl 1319; † ermordet September 1337 in Famagusta), 1336 Graf von Namur
5. Blanka (* um 1320; † Herbst 1363 in Kopenhagen); ⚭ 5. November 1335 auf Festung Bohus Magnus Eriksson, König von Schweden und Norwegen, (* 1316; † 1. Dezember 1374) (Folkunger)[2]
6. Maria (* 1322, † vor 29. Oktober 1353); ⚭ (1) 1336 Heinrich II., Graf von Vianden († ermordet September 1337 in Famagusta); ⚭ (2) (Dispens 9. September 1342) Theobald von Bar, † wohl 1354, Herr von Pierrepont (Haus Scarponnois)
7. Margarete (* wohl 1323; † 13. September 1383), Nonne in Petegem
8. Wilhelm I. der Reiche (* 1324, † 1. Oktober 1391 in Namur), 1337 Graf von Namur; ⚭ (1) Jeanne de Beaumont (* 1323; † 1350 nach 15. Dezember an der Pest auf Burg Villeneuve), 1330 Gräfin von Soissons, Tochter von Jean de Beaumont (Haus Avesnes) und Marguerite de Nesle, Gräfin von Soissons († 1350), Erbtochter von Hugues de Nesle, Graf von Soissons (Haus Nesle); ⚭ (2) März 1352 Katharina von Savoyen († 13. Juli 1388), Erbtochter von Ludwig II. von Savoyen, Herr von Waadt (Haus Savoyen), und Isabelle de Châlon, Witwe von Azzo Visconti und Raoul II. de Brienne
9. Robert (* wohl 1325; † 1./29. April 1391), Herr von Beaufort-sur-Meuse und Renaix, Marschall von Brabant, 1369 Ritter des Hosenbandordens; ⚭ (1) (Dispens 18. Oktober 1354) Isabella von Hennegau (* wohl 1323; † 3. Juni 1361), Tochter von Wilhelm III., Graf von Holland und Hennegau (Haus Wittelsbach) und Johanna von Valois (Haus Valois); ⚭ (2) 4. Februar 1380 Isabeau de Melun, Erbin von Viane († 1409), Tochter von Hugues de Melun, Herr von Antoing und Épinoy (Haus Melun), sie heiratete in zweite Ehe um 1394 Bertrand de La Boverie, 1413/25 Vogt von Lüttich († 5. April 1425)
10. Ludwig (* wohl 1325, † 1378/86), Herr von Petegem und Bailleul, 1351 Gouverneur von Namur; ⚭ 1365 Isabelle de Roucy, † nach 1396, Dame de Roucy, Erbtochter von Robert II., Graf von Roucy (Haus Pierrepont)
11. Elisabeth (* 1329; † 29. März 1382); ⚭ um 1342 Ruprecht I. Kurfürst von der Pfalz (* 9. Juni 1309; † 16. Februar 1390) (Haus Wittelsbach)